# Tom Hawkins
Thomas Jerome Hawkins dit Tom Hawkins (né le 22 décembre 1936 à Chicago, dans l'Illinois et mort le 16 août 2017 à Malibu, en Californie) était un ancien joueur américain de basket-ball.

## Biographie
Ailier d'1,96 m, Hawkins joue à l'université de Notre Dame, où il devient le premier joueur afro-américain star de basket-ball de l'école. Il est sélectionné par les Lakers de Minneapolis (qui deviennent plus tard les Lakers de Los Angeles) en 3e position de la draft 1959 de la NBA et il joue pendant dix ans dans la ligue, jouant pour les Lakers ainsi que pour les Royals de Cincinnati. Hawkins a marqué 6672 points et pris 4 607 rebonds en carrière. 
Hawkins travaille ensuite dans la radio et la télévision à Los Angeles et est vice-président des communications pour l'équipe de baseball des Dodgers de Los Angeles.
Hawkins meurt à son domicile à Malibu, en Californie, le 16 août 2017.